# Guess Who's Coming to Criticize Dinner?
Guess Who's Coming to Criticize Dinner?, llamado Adivina quién es el nuevo crítico de cocina en España y Adivina quién viene a criticar en Hispanoamérica, es un episodio perteneciente a la undécima temporada de la serie animada Los Simpson, estrenado en Estados Unidos por la cadena FOX el 24 de octubre de 1999. Fue escrito por Al Jean y dirigido por Nancy Kruse, y la estrella invitada fue Ed Asner como el editor del periódico. En el episodio, Homer comienza a trabajar como crítico gastronómico en un periódico local, pero pronto se convierte en el blanco de homicidas internacionales por sus críticas.

## Sinopsis
Todo comienza cuando los niños de la Escuela Primaria de Springfield tienen una excursión al periódico local. Homer debe hacerse cargo de llevar a algunos niños (entre los que están Bart y Lisa), y, al estar en el periódico, descubre una fiesta de despedida organizada para la crítica gastronómica, que se retiraba ese mismo día. Homer, al ver la comida preparada para la ocasión, comienza a devorar todo lo que ve. El editor del diario, al ver que a Homer le gustaba mucho comer, decide darle una oportunidad para contratarlo como crítico gastronómico: le pide una crítica de quinientas palabras, y, si era buena, sería incluida en el periódico.
Al principio, Homer escribe una crítica muy mal redactada, pero le dice al editor que era una broma y vuelve a su casa para buscar la "verdadera" crítica. Lisa se ofrece a ayudarlo, y escribe una excelente crítica, hablando de las bondades de un restaurante que habían visitado recientemente. Al editor le gusta el trabajo y contrata a Homer como su nuevo crítico gastronómico, haciéndolo ir a todos los restaurantes de la ciudad para escribir sobre ellos.
Homer ama su nuevo trabajo, ya que Lisa armaba sus críticas y a él le pagaban por comer. Todas las críticas alababan a los restaurantes, ya que a Homer toda la comida le parecía maravillosa. Un día, el editor del diario le presenta a Homer a otros críticos. Ellos le dicen que les molestaba su manera de escribir, ya que siempre hablaba bien de los restaurantes y jamás opinaba nada en contra. Homer decide comenzar a ser más duros en sus artículos.
Junto a Lisa, van a un restaurante con cena-show, pero el espectáculo resulta ser una pésima comedia de Krusty el Payaso, y la comida, según Homer, peor que la obra. De vuelta en su casa, Homer le dicta a su hija una crítica que hablaba muy mal del restaurante, pero ella opina que él estaba siendo muy cruel y decide no ayudarlo más. Sin la ayuda de Lisa, las críticas de Homer vuelven a ser de pésima calidad.
Unos días después, en Springfield se celebraría un festival gastronómico, en el cual todos los restaurantes de la ciudad presentarían stands con sus mejores platos. Homer debía ir al festival y criticar a todos, pero, conociendo lo cruel que era en sus críticas, los dueños de los restaurantes se reúnen unos días antes del festival y planean detener a Homer ya que sus críticas arruinaban sus negocios. Para detenerlo, proponen matarlo, envenenando un delicioso pastelillo cocinado por un francés.
En el festival, Homer recorre los diferentes puestos comiendo todos los diferentes platos. Bart, mientras toma un helado, visita el de Comida China, y escucha sin ser visto una charla entre dos dueños de restaurantes, en donde decían que matarían a Homer. El niño rápidamente le avisa a su madre, y entre él, Marge y Lisa, buscan a Homer para prevenirlo. Finalmente, Lisa es quien lo encuentra, cuando estaba a punto de comer el pastelillo envenenado. Al principio, Lisa le anuncia a los gritos que ese postre lo mataría, pero a Homer no le importa. Luego, buscando cualquier recurso para salvar a su padre, Lisa le dice que el pastel era bajo en calorías, y Homer, espantado, lo arroja al aire. El pastel explota y, más tarde, el francés es arrestado, aunque logra escapar de la policía.
Homer le agradece a Lisa por haberle salvado la vida, y ella le pregunta qué pasaría con la venganza de los dueños de los restaurantes. Él le dice que jamás recibiría su merecido, pero es perseguido por una turba iracunda. La escena, luego, se oscurece y se oye claramente a Homer recibiendo su merecido.